# Mk 44
Il Mark 44 o Mk.44 era un siluro di progettazione statunitense in produzione negli anni cinquanta.
Operativo dal 1956, il Mark 44 è stato uno dei primi siluri autoguidati moderni, antisommergibile, con capacità di autoguida attiva grazie al mini-sonar posizionato nella testata, con portata probabilmente superiore ai 560 m. Il sistema propulsivo era composto da un motore elettrico alimentato da una batteria con attivazione ad acqua di mare. La componente elettronica era costituita totalmente da tubi elettronici e relè.
Dotato di una testata da 34 kg, raggiungeva una velocità massima di 30 nodi (56 km/h) con una portata di 5,5 km di corsa, utilizzabile fino a una profondità massima di 300 m.
Il Mark 44 è stato impiegato da diverse marine militari, in particolar modo durante gli anni sessanta, rimanendo a lungo in servizio nella Royal Navy grazie alle sue prestazioni su bassi fondali. Venne però in generale giudicato troppo lento, e la sua velocità insufficiente ne provocò la rapida obsolescenza, e la sostituzione con il più prestante Mk 46. Infatti la sua lentezza ne pregiudicava l'efficacia nei confronti dei sottomarini che nel frattempo erano diventati più veloci.

## Caratteristiche tecniche
Il siluro è suddiviso in sezioni, con i settori  dedicati al sensore, alla testata bellica, al sistema di guida, e infine alla batteria e il motore. L'apparato propulsivo è composto di un motore elettrico alimentato da una batteria ad acqua di mare, dove l'acqua di mare agisce come elettrolita e il cloruro d'argento e magnesio come elettrodi. Sull'asse sono poste due eliche controrotanti, e quattro timoni per la guida. Ciò consente di raggiungere una velocità massima di 30 nodi, che si riduce a un più modesto valore inferiore a 20 nodi per la velocità di crociera, quando il siluro si trova nella modalità di ricerca.  

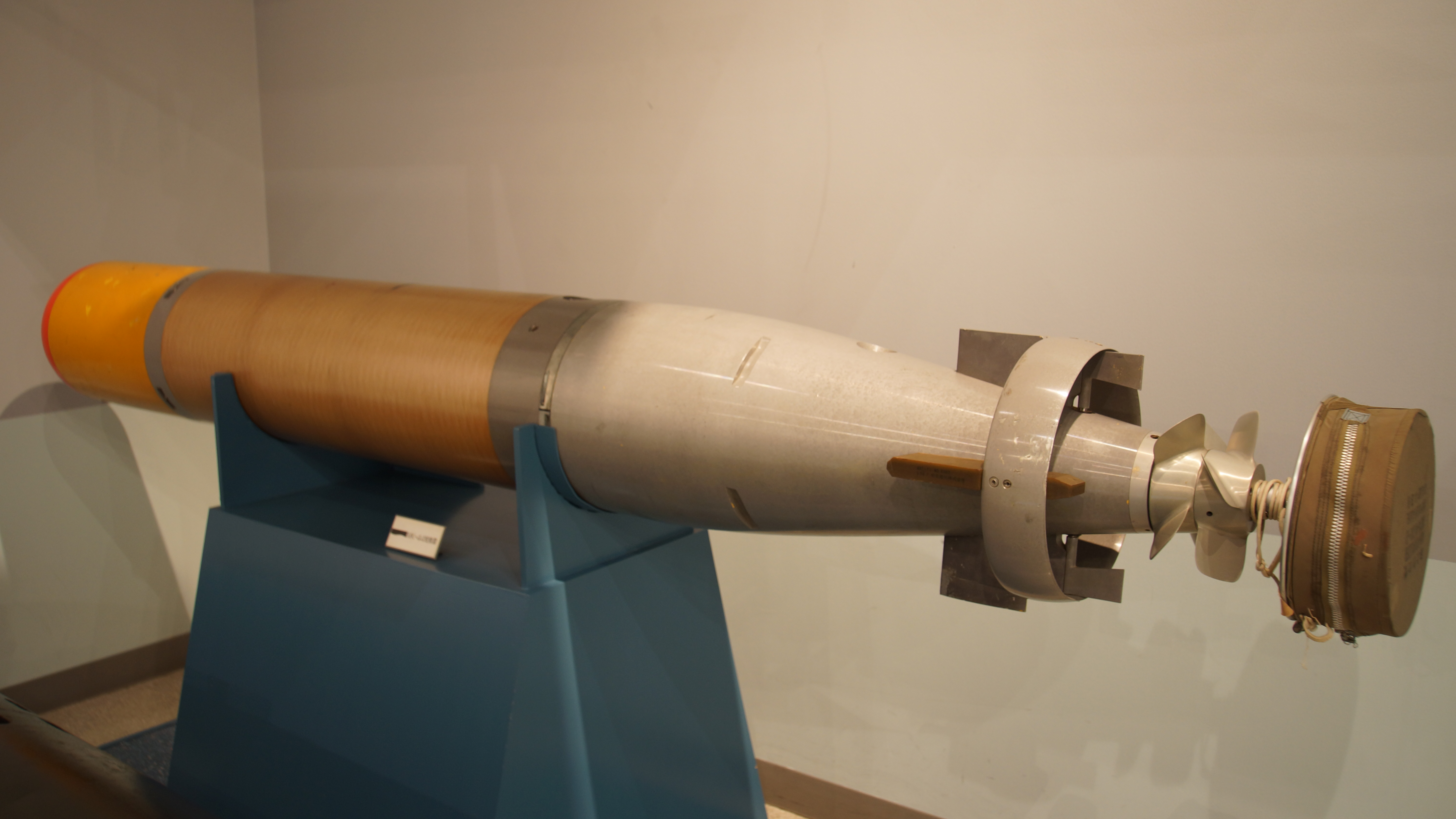
Il siluro Mark 44 esposto al Museo della base aerea di Kanoya.

Per l'epoca il sistema di guida era particolarmente avanzato, ed era costituito da un sonar attivo. La ricerca veniva effettuata dal siluro girando in cerchio e scendendo in profondità tracciando una spirale. Quando individuava il bersaglio, vi si dirigeva contro alla massima velocità. La spoletta di innesco era a contatto diretto, e si azionava quando il siluro colpiva il sottomarino.

## Utilizzatori
Australia
- Royal Australian Navy

 Francia
- Marine nationale

 Italia
- Marina Militare

 Giappone
- Kaijō Jieitai

 Regno Unito
- Royal Navy
  - Fleet Air Arm

 Stati Uniti
- U.S. Navy